# نئومانیلا
نئومانیلا (به انگلیسی: Neomanila) یک فیلم دلهره‌آور و نئو-نوآر فیلیپینی محصول سال ۲۰۱۷ به نویسندگی، کارگردانی و تدوین میخائیل رد است. داستان در مانیل امروزی و در بحبوحه جنگ با مواد مخدر، داستان ایرما (اولا والدز)، زنی را روایت می‌کند که یتیم جوان توتو (تیموتی کاستیلو) را برای تبدیل شدن به یک قاتل حرفه‌ای آموزش می‌دهد. این فیلم در فیلیپین در ۱۳ مارس ۲۰۱۹ به نمایش درآمد.

## بازیگران
- اولا والدز در نقش ایرما
- تیموتی کاستیلو در نقش توتو
- راکی سالومبید در نقش رائول